# Tainha-montanhesa
A tainha-montanhesa (Agonostomus monticola) é um peixe catádromo da família dos mugilídeos. Chega a atingir cerca de 5,4 cm de comprimento. Vive em ambientes subtropicais, no Atlântico ocidental, da costa dos Estados Unidos até à costa da Venezuela e da Colômbia. Desovam em regiões pelágicas. Os adultos vivem em água doce – rios e ribeiros, enquanto que os espécimes juvenis se encontram frequentemente em água salobra. É uma espécie consumida em algumas regiões da América Central.